# Setge de Benicarló (1838)
El Setge de Benicarló de 1838 fou un dels episodis de la primera guerra carlina.

## Antecedents
La rebel·lió va esclatar després de la convocatòria de les Corts el 20 de juny de 1833 quan el pretendent don Carles, refugiat a Portugal es va negar a jurar lleialtat a Maria Cristina de Borbó-Dues Sicílies i l'1 d'octubre, recolzat per Miquel I de Portugal va el seu dret al tron. A Morella Rafael Ram de Viu Pueyo va proclamar rei a Carles V el 13 de novembre, tot i que va ser ocupada per forces liberals el 10 de desembre, i a la mort de Ram de Viu Manuel Carnicer va assumir la prefectura militar de l'exèrcit carlí al Baix Aragó i el Maestrat. L'execució de Carnicer va ocasionar l'assumpció del comandament del front per Ramon Cabrera. A la primavera de 1836, aquest ja comandava 6.000 homes i 250 cavalls que operaven a l'entorn de Cantavella, que va fortificar i es va convertir en el centre d'operacions, amb una presó, fàbrica d'artilleria i dos hospitals.
Cabrera es va afegir a l'Expedició Gómez per intentar prendre Madrid, deixant afeblit el Maestrat, i un cop superat el període de paralització de l'exèrcit causat pel Motí de la Granja de San Ildefonso, es va nomenar Evaristo San Miguel com a comandant de l'exèrcit del Centre, que va capturar Cantavella, recuperada en 24 d'abril de 1837, quan la seva guarnició es va rendir en un atac simultani dels carlins a Cantavella, Sant Mateu i Benicarló. Amb l'arribada de dos dos batallons procedents de la infructuosa expedició Zaratiegui, aquests es destinaren alternativament al bloqueig de Morella.

## El setge
El 22 de gener de 1838, Ramon Cabrera, que comptava amb Magí Solà al capdavant de la infanteria, i José Lespinace i Alexandre de Gonzaga encapçalant la cavalleria de Tortosa van posar setge a Benicarló, establint l'endemà les bateries per l'artilleria. Els defensors no van rendir-se i van demanar ajut a Emilio Borso di Carminati que era a Sagunt i Marcelino de Oraá a València mentre els carlins obrien una bretxa a la muralla. Un vaixell britànic va obrir foc sobre els carlins però l'amenaça de Cabrera sobre el cònsol el va fer marxar mar endins, i finalment els isabelins es van rendir el 27 de gener.

## Conseqüències
Els carlins van capturar 400 fusells, catorze cinc canons de ferro, una culebrina i un obús, i conegueren aquella nit que Morella havia caigut en mans carlines. El 31 de gener entrava Ramon Cabrera a Morella i a continuació queien Calanda, Alcorisa i Samper de Calanda, i s'atacava Alcanyís, Xiva. Gandesa i Saragossa.